# Coppa di Grecia 2016-2017 (pallavolo femminile)
La Coppa di Grecia 2016-2017 si è svolta dal 29 gennaio al 5 marzo 2017: al torneo hanno partecipato 16 squadre di club greche e la vittoria finale è andata per la settima volta consecutiva all'Olympiakos.

## Regolamento
La competizione si svolge in tre fasi:
- La prima prevede incontri a livello locale tra club amatoriali;
- La seconda prevede cinque turni preliminari, nel corso dei quali scendono in campo anche i club partecipanti all'A2 Ethnikī;
- La terza prevede la partecipazione dei dodici club di A1 Ethnikī e delle quattro formazioni qualificate dal turno precedente, che giocano ottavi, quarti di finale e final-four, disputando sempre incontri in gara unica.

## Squadre partecipanti
| - AEK Atene - Aias Evosmou - Aias Kilkis - Arīs Salonicco - Elpis Ampelokīpōn - Ilioupolīs - Īraklīs Kīfisias - Makedones Axios | - Markopoulo - Olympiakos - Panathīnaïkos - Paniōnios - Pannaxiakos - Porfyras - Thetis - Thīras |

## Torneo

### Ottavi di finale
| 29 gennaio 2017 ?, ? Durata: - Spettatori:  | Thīras           | 3 - 0 | Elpis Ampelokīpōn | 25-16, 25-14, 25-18               |
| 1º febbraio 2017 ?, ? Durata: - Spettatori: | Paniōnios        | 0 - 3 | Olympiakos        | 8-25, 13-25, 16-25                |
| 1º febbraio 2017 ?, ? Durata: - Spettatori: | Aias Kilkis      | 0 - 3 | Makedones Axios   | 20-25, 17-25, 14-25               |
| 1º febbraio 2017 ?, ? Durata: - Spettatori: | Thetis           | 1 - 3 | Markopoulo        | 16-25, 21-25, 27-25, 23-25        |
| 1º febbraio 2017 ?, ? Durata: - Spettatori: | Arīs Salonicco   | 2 - 3 | Pannaxiakos       | 25-23, 21-25, 25-23, 13-25, 13-15 |
| 1º febbraio 2017 ?, ? Durata: - Spettatori: | Porfyras         | 3 - 1 | Ilioupolīs        | 15-25, 25-21, 26-24, 25-16        |
| 1º febbraio 2017 ?, ? Durata: - Spettatori: | Īraklīs Kīfisias | 3 - 1 | AEK Atene         | 25-16, 22-25, 25-22, 25-14        |
| 1º febbraio 2017 ?, ? Durata: - Spettatori: | Panathīnaïkos    | 3 - 0 | Aias Evosmou      | 25-12, 26-16, 25-17               |

### Quarti di finale
| 15 febbraio 2017 ?, ? Durata: - Spettatori: | Porfyras         | 2 - 3 | Markopoulo      | 17-25, 25-21, 15-25, 25-22, 8-15 |
| 15 febbraio 2017 ?, ? Durata: - Spettatori: | Īraklīs Kīfisias | 1 - 3 | Olympiakos      | 20-25, 25-23, 21-25, 15-25       |
| 15 febbraio 2017 ?, ? Durata: - Spettatori: | Panathīnaïkos    | 3 - 0 | Makedones Axios | 25-15, 25-22, 25-17              |
| 15 febbraio 2017 ?, ? Durata: - Spettatori: | Pannaxiakos      | 3 - 0 | Thīras          | 25-11, 25-20, 25-18              |

### Final-four

#### Semifinali
| 4 marzo 2017 Kleisto Gymnastīrio Glyfadas, Glifada Durata: - Spettatori: | Markopoulo    | 2 - 3 | Pannaxiakos | 12-25, 21-25, 25-21, 25-19, 10-15 |
| 4 marzo 2017 Kleisto Gymnastīrio Glyfadas, Glifada Durata: - Spettatori: | Panathīnaïkos | 0 - 3 | Olympiakos  | 14-25, 24-26, 12-25               |

#### Finale
| 5 marzo 2017 Kleisto Gymnastīrio Glyfadas, Glifada Durata: - Spettatori: | Pannaxiakos | 1 - 3 | Olympiakos | 25-19, 18-25, 21-25, 15-25 |